# Харасп
Харасп — ймовірно, скіфський правитель III—II століть до н. е.
Л. І. Тарасюк переклав ім'я Хараспа як «власник сірих коней». Про це правителі стало відомо лише з виявленого XIX століття нумізматичного матеріалу. Відомості про нього епіграфічні джерела не містять. На аверсі ряду його монет зображені Діоскури у конусоподібних шапках із лавровими вінками. На реверсі — орел, що стоїть на пучку стилізованих блискавок, зі складеними крилами. Вперше монети були опубліковані Ернестом Бабелоном, який вважав, що Харасп правив в Азії на периферії держави Селевкідів.
Про походження Хараспа в історичній науці існують різні думки. Одні дослідники, наприклад, С. Обухов вважають його царем Софени, що панував у III-II століттях до н. е. Дослідник зазначив, що зображення на реверсі монет Хараспа схожі з орлами на коммагенських барельєф. Інші вчені вказують, що їх викарбували на Монетному дворі Том. Спеціаліст з нумізматики Олексій Орєшніков вважав, що Харасп був гетським правителем (тієї ж думки дотримувалися Д. Таккела і Н. А. Мушмов), а Михайло Ростовцев назвав Хараспа фрако-скіфом. Тетяна Блаватська, що піддала критиці їх підходи, вважала «доведеним, що Харасп був царем скіфів» — скіфським династом, що правив у Малій Скіфії у III-II століттях до н. е. На це вказував і Курт Реглінг, що локалізував володіння Хараспа у східній частині Добруджі. Початковим припущенням Неркессян, чиї висновки будувалися на дослідженні особливостей тіари на голові Хараспа, було, що він панував у Софені незадовго до 230 року до н. е. - у проміжку часу між Аршамом I і Аршамом II. Однак з виявленням нових монет думка цього фахівця була змінена на користь Скіфського Походження Хараспа. За початковим припущенням В. Канараке, Харасп був першим з представників династії в Малій Скіфії. Цей висновок дослідник зробив, відзначивши однотипність монет Хараспа, де презентоване поверхневе уявлення про особливості грецької релігії: зображення Діоскурів поєднуються з орлом-символом Зевса. За цією гіпотезою В. Канараке, правління першого скіфського царя відрізнялося короткочасністю і неміцністю, і його змінив Танусак. Згодом В. Канараке поставив Хараспа на третє місце-після Танусака і Каніта. На думку М. Манова, поява орла, що стоїть на блискавці, могла бути пов'язана з певними контактами з Македонією часів правління царя Філіпа V.